# Юза (приток Унжи)
Юза — река в Вологодской области России.

## Общая информация
Образуется слиянием рек Озериха и Юзица. Устье реки находится в 388 км по правому берегу реки Унжи. Длина реки составляет 92 км (от истока Юзицы — 111 км), площадь водосборного бассейна — 1560 км².
В верхнем течении протекает по западной окраине Северных Увалов, бассейны среднего и нижнего течения приурочены к Унженской зандровой равнине. Выделяются три надпойменные террасы высотой 3,5—4,0 м, 5,5—7,0 м и 14—16 метров. Русло извилистое, уклон реки составляет 0,4 м/км.
Река пересекает Монзенскую железную дорогу недалеко от одноимённой станции.

## Данные водного реестра
По данным государственного водного реестра России относится к Верхневолжскому бассейновому округу, водохозяйственный участок реки — Унжа от истока и до устья, речной подбассейн реки — Бассейн притоков Волги ниже Рыбинского водохранилища до впадения Оки. Речной бассейн реки — (Верхняя) Волга до Куйбышевского водохранилища (без бассейна Оки).
По данным геоинформационной системы водохозяйственного районирования территории РФ, подготовленной Федеральным агентством водных ресурсов:
- Код водного объекта в государственном водном реестре — 08010300312110000014634
- Код по гидрологической изученности (ГИ) — 110001463
- Код бассейна — 08.01.03.003
- Номер тома по ГИ — 10
- Выпуск по ГИ — 0

### Притоки (км от устья)
| - 9 км: река Ерщук (лв) - 11 км: река Вохтома (пр) - 21 км: река Сундома (пр) - 29,6 км: река Волошная (пр) - 30,1 км: река Корманга (лв) - 39 км: река Большая Пеженга (лв) - 48 км: река Евховец (лв) | - 70 км: река Енгиш (лв) - 74 км: река Святица (пр) - 80 км: река Еюг (лв) - 91,6 км: река Островная (пр) - 92 км: река Озериха (пр) - 92 км: река Юзица (лв) |